# Championnats de Bosnie-Herzégovine de cyclisme sur route
Les championnats de Bosnie-Herzégovine de cyclisme sur route sont organisés chaque année afin de désigner les titres de champions et championnes de Bosnie-Herzégovine.

## Hommes

### Podiums de la course en ligne
| Année | Vainqueur        | Deuxième          | Troisième         |
| ----- | ---------------- | ----------------- | ----------------- |
| 2007  | Albedin Žigić    | Samir Kovacević   | Elvis Jahić       |
| 2012  | Vladimir Kuvalja | Nikica Atlagić    | Hajrudin Trle     |
| 2013  | Nikica Atlagić   | Đulaga Trejić     | Nedim Alagić      |
| 2014  | Đulaga Trejić    | Emir Hulusić      | Adnan Bečić       |
| 2015  | Aleksa Crnčević  | Josip Čerkez      | Nedim Alagić      |
| 2016  | Nedžad Mahmić    | Muhamed Liha      | Aleksa Crnčević   |
| 2017  | Ivan Širić       | Vedad Karić       | Emir Hulusić      |
| 2018  | Ivan Širić       | Vedad Karić       | Nedžad Mahmić     |
| 2019  | Nedžad Mahmić    | Vedad Karić       | Toni Zorić        |
| 2020  | Pas organisé     | Pas organisé      | Pas organisé      |
| 2021  | Vedad Karić      | Sergej Maksimović | Vladimir Trbić    |
| 2022  | Vedad Karić      | Đorđe Kupusović   | Mirsad Buljubasić |
| 2023  | Husein Selimović | Marko Kondić      | Mirsad Buljubasić |
| 2024  | Vedad Karić      | Husein Selimović  | Amir Mahmutović   |
| 2025  | Vedad Karić      | Amir Mahmutović   | Kadija Talić      |

### Podiums du contre-la-montre
| Année | Vainqueur        | Deuxième         | Troisième       |
| ----- | ---------------- | ---------------- | --------------- |
| 2013  | Nikica Atlagić   | Adnan Bečić      | Davor Tubić     |
| 2014  | Nikica Atlagić   | Dragutin Bošnjak | Adnan Bečić     |
| 2015  | Nikica Atlagić   | Đulaga Trejić    | Aleksa Crnčević |
| 2016  | Emir Hulusić     | Muhamed Liha     | Aleksa Crnčević |
| 2017  | Vedad Karić      | Emir Hulusić     | Nermin Palić    |
| 2018  | Vedad Karić      | Vladimir Trbić   | Davor Tubić     |
| 2019  | Vedad Karić      | Dragutin Bošnjak | Davor Tubić     |
| 2020  | Pas organisé     | Pas organisé     | Pas organisé    |
| 2021  | Vedad Karić      | Vladimir Trbić   | Mujo Podžić     |
| 2022  | Vedad Karić      | Dražen Akrap     | Đorđe Kupusović |
| 2023  | Vedad Karić      | Dražen Akrap     | Mujo Podžić     |
| 2024  | Husein Selimović | Ferhad Delanović | Amir Mahmutović |
| 2025  | Vedad Karić      | Kadija Talić     | Stanko Ćelić    |

### Podiums de la course de côte
| Année | Vainqueur       | Deuxième      | Troisième     |
| ----- | --------------- | ------------- | ------------- |
| 2015  | Aleksa Crnčević | Josip Ćekrez  | Đulaga Trejić |
| 2017  | Vedad Karić     | Hans Puškar   | Ivan Širić    |
| 2018  | Vedad Karić     | Almir Mehidić |               |
| 2019  | Vedad Karić     | Almir Mehidić | Davor Tubić   |
| 2022  | Vedad Karić     | Marko Kondić  | Dražen Akrap  |

## Femmes

### Podiums de la course en ligne
| Année | Vainqueur       | Deuxième           | Troisième          |
| ----- | --------------- | ------------------ | ------------------ |
| 2013  | Zorica Jurkic   | Tijana Paligoric   | Natalija Kerezovic |
| 2014  | Lejla Njemčević | Alma Alijagic      | Marina Mandusic    |
| 2015  | Alma Alijagic   | Lejla Njemčević    | Zorica Jurkic      |
| 2021  | Martina Condra  | Anastasija Corovic |                    |
| 2022  |                 |                    |                    |
| 2023  |                 |                    |                    |
| 2024  | Karla Kastura   |                    |                    |

### Podiums du contre-la-montre
| Année | Vainqueur       | Deuxième           | Troisième   |
| ----- | --------------- | ------------------ | ----------- |
| 2014  | Lejla Njemčević | Alma Alijagic      | Nejra Ceric |
| 2021  | Martina Condra  | Anastasija Corovic |             |
| 2022  |                 |                    |             |
| 2023  |                 |                    |             |
| 2024  |                 |                    |             |

## Espoirs Hommes

### Podiums de la course en ligne
| Année | Vainqueur         | Deuxième      | Troisième     |
| ----- | ----------------- | ------------- | ------------- |
| 2012  | Dragiša Jović     | Aldin Rizvić  | Mujo Kurtović |
| 2013  | Mujo Kurtović     | Dragiša Jović | Mensur Čorić  |
| 2014  | Mujo Kurtović     | Mensur Čorić  | Josip Čerkez  |
| 2021  | Sergej Maksimović | Sinisa Lukić  | Petar Spaić   |
| 2022  | Husein Selimović  | Hamza Fazlić  | Milan Bojić   |

### Podiums du contre-la-montre
| Année | Vainqueur         | Deuxième         | Troisième     |
| ----- | ----------------- | ---------------- | ------------- |
| 2021  | Sergej Maksimović | Husein Selimović | Marko Kondić  |
| 2022  | Husein Selimović  | Milan Bojić      | Amar Muslić   |
| 2023  | Husein Selimović  | Marko Kondić     | Halid Marušić |

## Juniors Hommes

### Podiums de la course en ligne
| Année | Vainqueur          | Deuxième         | Troisième         |  |
| ----- | ------------------ | ---------------- | ----------------- |  |
| 2012  | Mensur Ćorić       | Srécko Gajić     | Kemal Hadžiabdić  |  |
| 2013  | Vedran Sandalj     | Srécko Gajić     | Haris Šabić       |  |
| 2014  | Muhamed Liha       | Antonio Barać    | Faris Delićc      |  |
| 2015  | Nedžad Mahmić      | Goran Đermanović | Muhamed Liha      |  |
| 2016  | Goran Đermanović   | Amar Selmanović  | Ivan Širić        |  |
| 2017  | Dino Duratbegović  | Amar Masić       | Dino Saracević    |  |
| 2018  | Husein Selimović   | Savo Milovanović | David Maličević   |  |
| 2019  | Husein Selimović   | Siniša Lukić     | Sergej Maksimović |  |
| 2020  | Pas organisé       | Pas organisé     | Pas organisé      |  |
| 2021  | Amer Agić          | Amar Muslić      | Almin Ibrišević   |  |
| 2022  | Branislav Zimonjić | Husein Fatušić   | Amer Agić         |  |
| 2023  | Anes Čehajić       | Nikola Spajić    |                   |  |
| 2024  | Anes Čehajić       | Marko Martinović | Slaviša Ivanović  |  |

Multi-titrés
- 2 : Anes Čehajić

### Podiums du contre-la-montre
| Année | Vainqueur        | Deuxième           | Troisième         |  |
| ----- | ---------------- | ------------------ | ----------------- |  |
| 2016  | Goran Đermanović | Amar Selmanović    | Ivan Širić        |  |
| 2018  | Husein Selimović | Savo Milovanović   |                   |  |
| 2019  | Husein Selimović | Siniša Lukić       | Sergej Maksimović |  |
| 2020  | Pas organisé     | Pas organisé       | Pas organisé      |  |
| 2021  | Amer Agić        | Kerim Beća         | Kenan Mehmedović  |  |
| 2022  | Amer Agić        | Branislav Zimonjić | Husein Fatušić    |  |
| 2023  | Anes Čehajić     | Nikola Spajc       |                   |  |
| 2024  | Marko Martinović | Slaviša Ivanović   | Teo Petrušić      |  |

### Podiums de la course de côte
| Année | Vainqueur        | Deuxième     | Troisième          |
| ----- | ---------------- | ------------ | ------------------ |
| 2017  | Almur Mehidić    | Luka Vila    | Fatin Sulejmanović |
| 2018  | Savo Milovanović | Luka Vila    |                    |
| 2019  | Sinisa Lukić     | Irijan Durmo | Husein Selimović   |

## Cadets Hommes

### Podiums de la course en ligne
| Année | Vainqueur        | Deuxième      | Troisième          |
| ----- | ---------------- | ------------- | ------------------ |
| 2012  | Isak Muslić      | Adis Bilalić  |                    |
| 2013  | Muhamed Liha     | Nedžad Mahmić | Aziz Bužimkić      |
| 2015  | Adin Bešlagić    | Ivan Krželj   | Senad Prošić       |
| 2017  | Husein Selimović | Siniša Lukić  | Osman Ćorić        |
| 2018  | Osman Ćorić      | Kerim Beća    | Enes Subašić       |
| 2021  | Srđan Maksimović | Anes Čehajić  | Branislac Zimonjić |
| 2022  | Anes Čehajić     | Maksim Račić  | Igor Jurišić       |

### Podiums du contre-la-montre
| Année | Vainqueur    | Deuxième     | Troisième    |
| ----- | ------------ | ------------ | ------------ |
| 2018  | Osman Ćorić  | Enes Subašić | Emir Rahimić |
| 2022  | Anes Čehajić | Maksim Račić |              |

### Podiums de la course de côte
| Année | Vainqueur        | Deuxième     | Troisième          |
| ----- | ---------------- | ------------ | ------------------ |
| 2017  | Husein Selimović | Osman Ćorić  | Fatin Sulejmanović |
| 2018  | Enes Subašić     | Emir Rahimić | Strahinja Orašanin |
| 2019  | Emir Rahimić     | Luka Perić   | Faris Delić        |